# シャルチニンカイ
シャルチニンカイ（リトアニア語: Šalčininkai）は、リトアニアの都市。首都ヴィリニュスの南東に位置し、ベラルーシとの国境に近い。
1956年、シャルチニンカイは市に制定され、現在ではシャルチニンカイ地区自治体の中心都市となっている。多民族都市としても知られ、民族構成はポーランド人（72%）、リトアニア人（13%）、ロシア人（7%）、ベラルーシ人（4%）となっている。ポーランド人の割合はリトアニアの都市の中で最も高い。
3つのヘーゼルナッツをあしらった市章は各民族の連帯を表し、アルヴィーダス・カジュダイリスによってデザインされた。
ポーランドのオリンピック金メダリスト、ウワディスワフ・コザキエビッチは、このシャルチニンカイで生まれた。

## 人口の推移
- 1868年 - 332 人
- 1900年 - 400 人
- 1970年 - 1,763 人
- 1976年 - 3,000 人
- 1979年 - 3,857 人
- 1989年 - 6,480 人
- 2001年 - 6,722 人

## 姉妹都市
- ポーランド・ウォヴィチ（2003年以降）
- ポーランド・ジュニン（2003年以降）
- ポーランド・ソクウカ
- ポーランド・ウォムジャ